# Moustache
Moustache – singel francuskiego zespołu Twin Twin z albumu Vive la vie, napisany przez Pierre'a Beyresa i Kima N'Guyena.
Singel reprezentował Francję podczas 59. Konkursu Piosenki Eurowizji w 2014 roku, zajmując 26. miejsce w finale.

## Teledysk
Teledysk został opublikowany 17 marca 2014 roku. Scenariusz opiera się na teleturnieju, w którym uczestnicy (członkowie zespołu) chcą wygrać tytułowe wąsy. Klip został nakręcony przez Guillaume Coulpier of Extermitent Production.

## Notowania na listach przebojów
| Kraj     | Lista (2014)    | Najwyższa pozycja |
| -------- | --------------- | ----------------- |
| Szwecja  | Top 60 Singles  | 53                |
| Irlandia | Top 100 Singles | 79                |
| Francja  | Top 200 Singles | 115               |